# La maledicció de Lake Manor
La maledicció de Lake Manor (originalment en italià, Il nido) és una pel·lícula de terror italiana del 2019 dirigida per Roberto De Feo, que debuta en la direcció d'un llargmetratge. S'ha doblat i subtitulat al català.
El rodatge de la pel·lícula va tenir lloc al castell dels Llacs, a prop de Torí, a partir del 9 de maig de 2019 i durant quatre setmanes.
Per la seva tasca de direcció, Roberto De Feo va obtenir una nominació com a millor director novell als Nastri d'argento 2020.